# 풀먼 (미시간주)
풀먼은 미국 미시간 주 알레간 카운티의 리 타운십에 위치한 무인도시이다. 이곳은 주로 미시간 서부의 시골 지역에 위치해 있으며, 시카고 동쪽으로 약 150마일(240km) 정도 떨어져 있다. 109번가와 56거리가 교차하는 지점을 중심으로 하고 있으며, 위도 42°29′01″N, 경도 86°05′29″W에 위치해 있다.풀먼은 사우스 헤이븐에서 북동쪽으로 약 10마일(16km), 소가택-도그라스에서 남동쪽으로 약 13마일(21km), 알레간에서 서남쪽으로 약 6마일(9.7km) 떨어져 있다. 인접한 곳에는 어퍼(상류), 로워(하류), 웨스턴 스콧 호수가 있으며, 이 호수들은 블랙 리버의 미들 브랜치의 지류인 스콧 크릭 드레인으로 흘러들어간다.
1870년에 클레멘트라는 두 형제가 마을을 세웠다. 1871년 시카고 앤드 웨스트 미시간 철도(나중에 페어 마켓 레일웨이의 일부가 됨)의 역이 설립되었고, 이 지역은 지역 소유주의 이름을 따 "호퍼타운"으로 알려졌다. 이 이름으로 운영된 우체국은 1875년부터 1880년까지 운영되었으며, 1891년에 다시 시작했다. 이 우체국은 1901년 조지 풀먼의 이름을 따 "풀먼"으로 이름이 변경되었다.  풀먼의 우편번호는 49450이다.